# Arrojadoa leucostele
Arrojadoa leucostele es una especie de planta suculenta perteneciente al género Arrojadoa, dentro de la familia Cactaceae. Es endémica del nordeste de Brasil y anteriormente se le conocía como Stephanocereus leucostele.

## Descripción

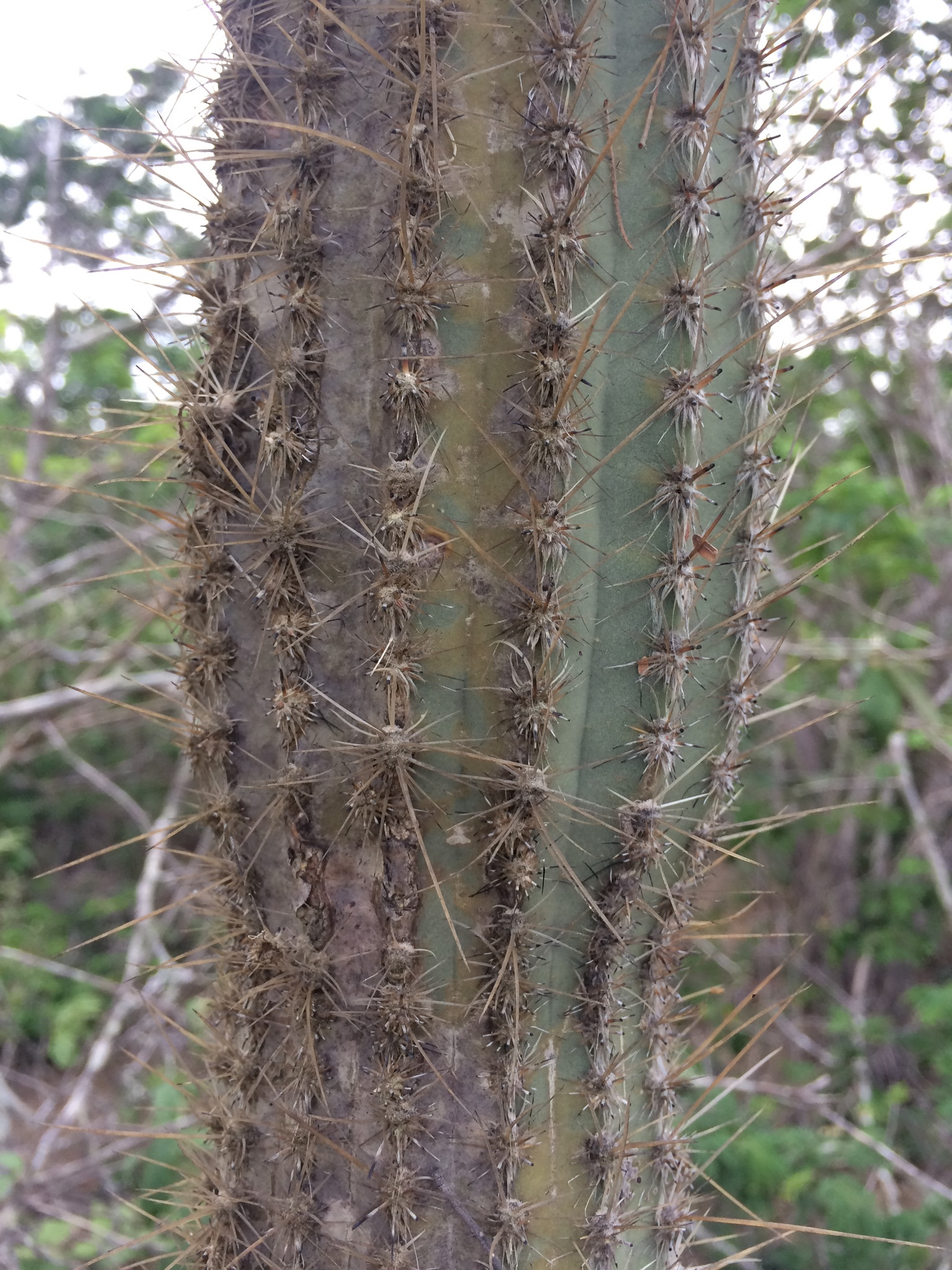
Detalle de las espinas

Arrojadoa leucostele es una especie de cactus que crece individualmente (solitario), con tallos columnares, raramente ramificados y que alcanza alturas de 2 a 5 metros. Los tallos son de color verde azulado y están divididos en secciones de longitud desigual. Tienen un diámetro de 4 a 8 centímetros y presentan de 13 a 18 costillas.
Tienen de 1 a 2 espinas centrales rígidas de color blanco a amarillo dorado y miden de 3 a 4 centímetros de largo. Las marginales pueden ser hasta 20, son de color blanco y miden de 5 a 15 milímetros de largo. Al final del tallo, aparece el cefalio, una estructura en forma de anillo de lana colorida y brillosa que aparece en ciertos cactus.

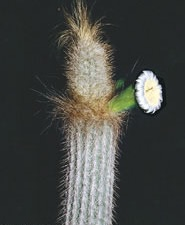
Detalle de la flor

Las flores, de forma tubular o acampanada, son blancas y miden de 6 a 7 centímetros de largo. Aparecen en cefalios jóvenes, aunque ocasionalmente también aparecen en cefalios más antiguas. Los frutos son esféricos o ligeramente alargados, inicialmente verdes, aunque luego se vuelven azules y alcanzan un diámetro de hasta 5 centímetros.

## Distribución y hábitat

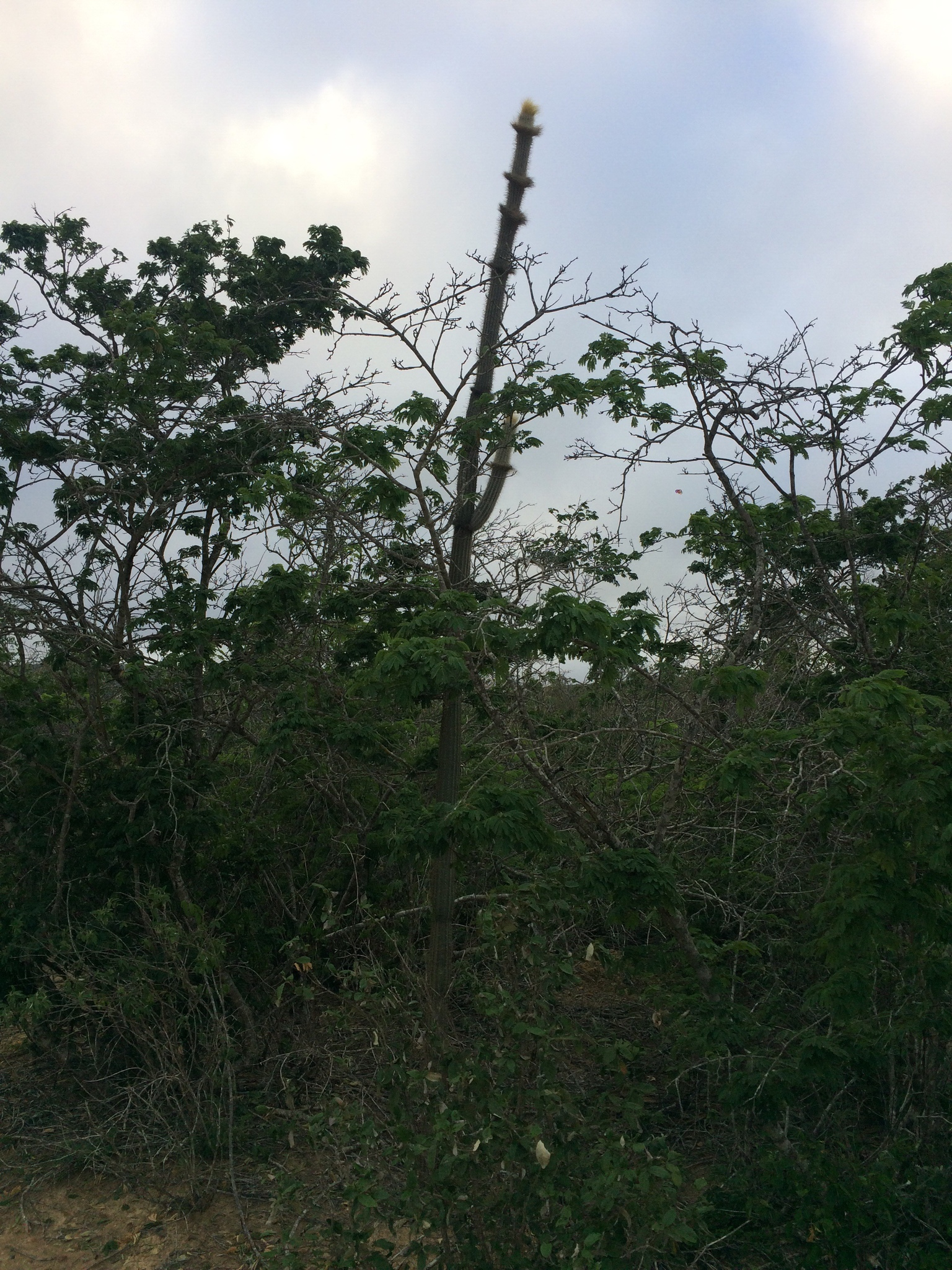
Planta en su hábitat

El área de distribución nativa de esta especie es Brasil (desde Bahía hasta el norte del estado de Minas Gerais) y crece principalmente en el bioma tropical estacionalmente seco.

## Taxonomía
La primera descripción de esta especie fue como Cereus leucosteles, publicada en 1908 por el botánico alemán Robert Louis August Maximilian Gürke en la revista científica Monatsschrift für Kakteenkunde 18: 53.
Más tarde, los botánicos Giovanna Anceschi y Alberto Magli trasladaron la especie al género Arrojadoa, por lo que pasó a a llamarse Arrojadoa leucostele. Registraron estos cambios en la revista científica Cactusinhabitat booklet South America 2013/2021: 39, publicada en 2021.

Etimología
- Arrojadoa: nombre genérico que fue otorgado en honor al brasileño Miguel Arrojado Lisboa, superintendente de los Ferrocarriles de Brasil en la época en que Britton y Rose describieron el género en 1920.
- leucostele: epíteto específico que deriva de las palabras griegas leukos (que significa 'blanco') y estela (que significa 'pilar'), haciendo referencia a la apariencia de las plantas.[4]

## Estado de conservación
En la Lista Roja de Especies Amenazadas de la UICN, la especie está clasificada como de “Preocupación Menor (LC)”.
Las principales amenazas para la especie son la pérdida de hábitat debido a la agricultura, la ganadería y la urbanización.

## Usos
Se cultiva principalmente como planta ornamental y sus frutos no son comestibles.